# Mayu Sakai
Mayu Sakai 酒井まゆ (Sakai Mayu?) (Fussa, 7 gennaio 1982) è una fumettista giapponese.
Ha lavorato come assistente di Miho Obana ai tempi di Kodomo no Omocha. I suoi lavori furono inizialmente serializzati sulla rivista Ribon prima di essere pubblicati dalla Shūeisha in volumi tankōbon.
Tra i suoi lavori pubblicati in Italia troviamo Rockin' Heaven - Alla conquista del Paradiso, Peter Pan Syndrome, Nagatachō Strawberry, Momo, Clematica Shoe Store e Sugar Soldier.

## Biografia
Debuttò nel 2000 con l'opera Primal Orange sulla rivista Ribon Original della Shūeisha. Pubblica molti one-shot (storie brevi) che vengono poi raccolti nei volumetti dei vari manga dell'autrice. I titoli di queste storie brevi sono:
- Primal Orange (2000, Ribon Original)
- Gogatsu Shojo (2001, Ribon Bikkuri)
- Ichigo Namida (2002, Ribon Original)
- Boku Tachi no Tabi (2001-2002)
- Purachina (2002)
- Platinum (2001, Ribon Original)
- Jyuni gatsu no Maria (2002)
- Wakasama no Jokyo (2002, Ribon Original)
- Primary Orange (2002, Ribon Bikkuri)
- 12 Tsuki no Aria (2002, Ribon Original)
- Ota no Shimi Eassy Manga!! (2002, Ribon Bikkuri)
- Boku ha Manau ga Tsunae (2004, Ribon Original)
- Baby Face Fur (2004, Ribon)
- Ou-sama to Ouji-sama to Watashi (2005, Ribon Original; in italiano nel secondo volume di Peter Pan Syndrome, Il re,il principe e io)
- Endless March (2006, Ribon Original)
- Kimi no Sekai no Sukuikata (2008, in Italia nel primo numero di Momo, Il tuo modo di salvare il mondo)
- 17 O'clock (2011, in Italia nel settimo numero di Momo)

Ha inoltre pubblicato Nine Puzzle (2 volumi, Ribon).